# ベリリウム8
ベリリウム8 (Beryllium-8・8Be) とは、ベリリウムの同位体の1つ。

## 不安定性
8Beは、極めて不安定なベリリウムの放射性同位体である。その半減期は(6.7±1.7)×10-17秒である。同重体である他の核種と比較しても、例えば隣同士である8Liと8Bは、8Beより安定な事が予測されるが、さらに1つ飛んで、陽子2個に対し中性子が6個という中性子過剰核である8Heでも0.1秒以上の半減期を持つことからも、8Beは極めて不安定である事が分かる。なお、同重体の中では8Cは2.0×10-21秒と、8Beより更に不安定であるが、これは8Cが中性子が2個なのに対して陽子6個という陽子過剰核であるからである。
|    | 質量数       | 質量数      | 質量数       |
| 7  | 8            | 9           |              |
| -- | ------------ | ----------- | ------------ |
| He | 2.9×10-21秒  | 0.1190秒    | 7×10-21秒    |
| Li | 安定         | 0.8403秒    | 0.1783秒     |
| Be | 53.22日      | 6.7×10-17秒 | 安定         |
| B  | 3.50×10-22秒 | 0.770秒     | 8.00×10-19秒 |
| C  | （未発見）   | 2.0×10-21秒 | 0.1265秒     |

8Beがこれほど不安定なのは、陽子と中性子がそれぞれ4個ずつという原子核の構造によるものである。これはすなわち2個の4Heによって構成されていることを示す。4Heは陽子と中性子がそれぞれ2個ずつであり、これは魔法数を二重で満たすために安定な魔法核となる。そのため、8Beはアルファ崩壊、すなわち2個の4Heに分裂することによって崩壊する。
なお、8Beの親核種には8Bと12Bがある。8Bは陽電子放出によって、12Bはその1.6%がアルファ崩壊とベータ崩壊が同時に起こって8Beに崩壊する。しかし、8Beが極めて不安定であるため、中間体である8Beを抜かし、直接複数の4Heに崩壊すると説明されることもある。

## トリプルアルファ反応との関連
上記の通り8Beは極めて不安定な核種であるが、トリプルアルファ反応の中で重要な地位にある核種である。全ての恒星は核融合によってエネルギーを発生させている。しかしやがて核融合が行われている恒星中心部の水素が消費尽くされると、恒星の中心部が自己重力で収縮する。そして恒星の中心部の温度が1億K以上になると、陽子-陽子連鎖反応やCNOサイクルによって生成されたヘリウムが核融合を起こす。このとき、2個の4Heが核融合して生ずる8Beは、6.7×10-17秒という短い半減期をもって再び2個の4Heにすぐ崩壊してしまう。
{\displaystyle {\ce {{^{4}_{2}{He}}+_{2}^{4}{He}<->_{4}^{8}{Be}}}}
しかし、ヘリウム燃焼が起きている過程では、この短命核種である8Beが常にわずかながら生成されるため、2個の4Heと8Beの両反応が平衡状態となり、さらに1個の4Heが核融合して、安定同位体である12Cが形成される。そして12Cから更に重い元素が作られる。
{\displaystyle {\ce {{^{8}_{4}{Be}}+_{2}^{4}{He}->_{6}^{12}{C}}}}
短命な中間体である8Beを除けば、3個の4He、すなわちアルファ粒子が核融合する反応と見なせるため、これをトリプルアルファ反応と呼ぶのである。しかし、直接3個のアルファ粒子が同時に核融合をする可能性は極めて低く、中間体である8Beも短命であるため、反応確率は非常に低い。ビッグバンでの元素合成では数分で核融合が可能な温度から下がったため、わずかに生成した8Beから炭素などのベリリウム以上の元素が作られることはなかった。

## その他
なお、トリプルアルファ反応が実現するのは、4He、8Be、12Cがそれぞれほぼ同じエネルギー共鳴準位を持っている必要があるが、フレッド・ホイルがその問題を指摘するまで、12Cにそのような準位が存在することは考えられていなかった。ホイルは宇宙に多量の炭素が存在するという「証拠」からそのような準位が存在するということを1952年に提唱し、ホイルにその節を示唆されたウィリアム・ファウラーは、実際にそのような準位が存在することを示し、B2FH論文と呼ばれる世界的な論文を1957年に発表した。今日ではこのような考え方を人間原理と呼び、その例として挙げられることもあるが、2010年に出された論文では、少なくともホイルは炭素を基盤とした生命体である人間の存在を仮定してこの説を唱えたわけではないとするものが出された。